# Challenger de Maia 2023
El torneo Maia Challenger 2023 fue un torneo de tenis perteneció al ATP Challenger Tour 2023 en la categoría Challenger 100. Se trató de la 6.ª edición, el torneo tuvo lugar en la ciudad de Maia (Portugal), desde el 27 de noviembre hasta el 3 de diciembre de 2023 sobre pista de tierra batida bajo techo.

## Jugadores participantes del cuadro de individuales
| Favorito | País                | Jugador          | Rank1 | Posición en el torneo |
| -------- | ------------------- | ---------------- | ----- | --------------------- |
| 1        | Bandera de Portugal | Nuno Borges      | 79    | CAMPEÓN               |
| 2        | Bandera de España   | Albert Ramos     | 96    | Cuartos de final      |
| 3        | Bandera de Francia  | Benoît Paire     | 129   | FINAL                 |
| 4        | Bandera de Italia   | Fabio Fognini    | 131   | Segunda ronda, retiro |
| 5        | Bandera de Suecia   | Elias Ymer       | 159   | Cuartos de final      |
| 6        | Bandera de Italia   | Andrea Vavassori | 167   | Cuartos de final      |
| 7        | Bandera de Francia  | Calvin Hemery    | 190   | Primera ronda         |
| 8        | Bandera de Italia   | Riccardo Bonadio | 204   | Primera ronda         |

- 1 Se ha tomado en cuenta el ranking del 20 de noviembre de 2023.

### Otros participantes
Los siguientes jugadores recibieron una invitación (wild card), por lo tanto ingresan directamente al cuadro principal (WC):
- Jaime Faria
- Francisco Rocha
- Duarte Vale

Los siguientes jugadores ingresan al cuadro principal tras disputar el cuadro clasificatorio (Q):
- Pedro Araújo
- Karl Friberg
- Tom Gentzsch
- Andrea Guerrieri
- Anton Matusevich
- Alexey Vatutin

## Campeones

### Individual Masculino
- Nuno Borges' derrotó en la final a  Benoît Paire, 6–1, 6–4

### Dobles Masculino
- Marco Bortolotti /  Andrea Vavassori derrotaron en la final a  Fernando Romboli /  Szymon Walków, 6–4, 3–6, [12–10]